# 5070 Arai
5070 Arai (1991 XT) là một tiểu hành tinh vành đai chính được phát hiện ngày 9 tháng 12 năm 1991 bởi Seiji Ueda và Hiroshi Kaneda ở Kushiro.